# Uninvited (chanson)
Pour les articles homonymes, voir Uninvited.
Uninvited est une chanson écrite et enregistrée par Alanis Morissette. Elle apparaît dans le film La Cité des anges (City of Angels)  de 1998.

## Version des Freemasons
Singles de Freemasons
Nothing But a Heartache
(2007) When You Touch Me
(2008)
En octobre 2007 une nouvelle version dance et electro house des Freemasons voit le jour, avec des vocals de Bailey Tzuke. Mais les paroles ont été remplacées à cause d'une interdiction de les utiliser par l'auteur original. Cette reprise fut un succès impressionnant dans les clubs et à la radio, au Royaume-Uni, en Europe et un peu partout dans le monde.

### Classement hebdomadaire
| Classement (2007)                       | Meilleure position |
| --------------------------------------- | ------------------ |
| Belgique (Flandre Ultratop 50 Singles)  | 2                  |
| Belgique (Wallonie Ultratop 50 Singles) | 11                 |
| Pays-Bas (Nederlandse Top 40)           | 5                  |
| France (SNEP)                           | 11                 |
| Irlande (IRMA)                          | 50                 |
| Royaume-Uni (UK Singles Chart)          | 8                  |

## Autres reprises
Une reprise du chanteur français Christophe Willem figure sur l'édition limitée de son album Paraît-il, sorti en 2014.